# Erik Hajas
Laszlo Erik Hajas (ur. 16 września 1962 w Huddinge) – szwedzki piłkarz ręczny. Dwukrotny medalista olimpijski.
W reprezentacji Szwecji rozegrał 281 spotkań i zdobył 996 bramek. Zdobywał tytuł mistrza świata (1990), zwyciężał w mistrzostwach kontynentu (1994). Na trzech igrzyskach z rzędu – 1992, 1996, 2000 – reprezentacja Szwecji sięgała po srebro, a Hajas był członkiem ekipy na IO w Barcelonie i Atlancie. Wcześniej brał udział w IO 88.